# 8973 Pratincola
8973 Pratincola eller 3297 T-2 är en asteroid i huvudbältet som upptäcktes den 30 september 1973 av den nederländsk-amerikanske astronomen Tom Gehrels och det nederländska astronomparet Ingrid van Houten-Groeneveld och Cornelis Johannes van Houten vid Palomarobservatoriet. Den är uppkallad efter fågeln Rödvingad vadarsvala.
Asteroiden har en diameter på ungefär 5 kilometer.